# Synema caucasicum
Synema caucasicum là một loài nhện trong họ Thomisidae.
Loài này thuộc chi Synema. Synema caucasicum được miêu tả năm 1960 bởi Utochkin.